# Trochocarpa laurina
Trochocarpa laurina es un árbol o arbusto de  Australia . Crece desde la población de Bermagui (36° S) en la costa sur de Nueva Gales del Sur  hasta el trópico de  Queensland. Crece en la cima del Monte Bellenden Ker, el cual tiene un promedio de lluvia anual de 8312 mm. El requerimiento mínimo de precipitaciones al año es de 1200 mm.

## Hábitat
El hábitat es el bosque lluvioso de varios tipos y bosques esclerófilos. Existe un ejemplo conocido de un árbol de 13 metros de alto, que crece en el suburbio de Eastwood en el área de Sídney. Nombres comunes incluyen Brezo árbol (Tree Heath), Rompehachas (Axebreaker), Baya de arena Sandberry, Fruto-rueda (Wheel-fruit), Palo waddy (Waddy Wood), Brezo laurel (Laurel Heath) y Arbusto pavo (Turkey Bush).

## Descripción
Es un pequeño árbol o arbusto con el tronco corchoso, y ramas pequeñas. El tronco puede medir hasta 45 cm de diámetro, ligeramente rebordeado en la base. Es común que tenga una altura de 4 metros.
Las hojas son alternadas, agrupadas en los extremos de las ramillas. No dentadas, elípticas, de 5 a 7 cm de largo, puntiagudas en el extremo. Verde brilloso por ambos lados, más pálido en el envés. Cinco a siete venas paralelas longitudinales en la hoja. Las nuevas hojas son rosa oscuro brillante o rojas.
Flores blancas solitarias o en espigas, de 2 a 3 cm de largo se forman todos los meses, se pueden ver mayormente entre junio y julio. El fruto es una drupa aplanada; de color púrpura a marrón, madura desde marzo a octubre. Dentro del arilo de la drupa hay un endocarpio huesudo nervudo, cada una de las diez celdas adentro contiene una semilla. La germinación de la semilla es lenta y difícil, tomando entre dos y cuatro años para que aparezca el primer plantón. El fruto es comido por el Melífago de Lewin y el  Currawong moteado.

## Ecología y usos
Alberga la planta parásita Korthasella rubra y  epífitas incluyendo Asplenium y Platycerium. Usada por los aborígenes australianos como varas para cazar. La madera es dura con un grano atractivo.

## Taxonomía
Trochocarpa laurina fue descrito por (Rudge) R.Br. y publicado en Handb. Gewachsk. (ed. 2) 1: 667, 688. 1827.